# 31e cérémonie des Saturn Awards
La 31e cérémonie des Saturn Awards, récompensant les films, séries télévisées et téléfilms sortis en 2004 et les professionnels s'étant distingués cette année-là, s'est tenue le 3 mai 2005.

## Palmarès
Les lauréats sont indiqués ci-dessous en premier de chaque catégorie et en gras.

### Cinéma

#### Meilleur film de science-fiction
- Eternal Sunshine of the Spotless Mind
  - L'Effet papillon (The Butterfly Effect)
  - Le Jour d'après (The Day After Tomorrow)
  - Mémoire effacée (The Forgotten)
  - I, Robot
  - Capitaine Sky et le Monde de demain (Sky Captain and the World of Tomorrow)

#### Meilleur film fantastique
- Spider-Man 2
  - Birth
  - Les Désastreuses Aventures des Orphelins Baudelaire (Lemony Snicket's A Series of Unfortunate Events)
  - Harry Potter et le Prisonnier d'Azkaban (Harry Potter and the Prisoner of Azkaban)
  - Hellboy
  - Le Secret des poignards volants (十面埋伏, Shí miàn mái fú)

#### Meilleur film d'horreur
- Shaun of the Dead
  - Blade: Trinity
  - L'Armée des morts (Dawn of the Dead)
  - The Grudge
  - Open Water : En eaux profondes (Open Water)
  - Saw
  - Van Helsing

#### Meilleur film d'action / aventures / thriller
- Kill Bill, volume 2
  - Aviator (The Aviator)
  - La Mort dans la peau (The Bourne Supremacy)
  - Collatéral (Collateral)
  - Un crime dans la tête (The Manchurian Candidate)
  - Benjamin Gates et le Trésor des Templiers (National Treasure)
  - Le Fantôme de l'Opéra (The Phantom of the Opera)

#### Meilleur film d'animation
- Les Indestructibles (The Incredibles)
  - Le Pôle express (The Polar  Express)
  - Gang de requins (Shark Tale)
  - Shrek 2

#### Meilleure réalisation
- Sam Raimi pour Spider-Man 2
  - Michael Mann pour Collatéral
  - Michel Gondry pour Eternal Sunshine of the Spotless Mind
  - Alfonso Cuarón pour Harry Potter et le Prisonnier d'Azkaban
  - Quentin Tarantino pour Kill Bill, volume 2
  - Zhang Yimou pour Le Secret des poignards volants

#### Meilleur acteur
- Tobey Maguire pour le rôle de Spider-Man dans Spider-Man 2
  - Matt Damon pour le rôle de Jason Bourne dans La Mort dans la peau
  - Tom Cruise pour le rôle de Vincent dans Collatéral
  - Jim Carrey pour le rôle de Joel Barish dans Eternal Sunshine of the Spotless Mind
  - Johnny Depp pour le rôle de J. M. Barrie dans Neverland
  - Christian Bale pour le rôle de Trevor Reznik dans The Machinist

#### Meilleure actrice
- Blanchard Ryan pour le rôle de Susan Watkins dans Open Water : En eaux profondes
  - Nicole Kidman pour le rôle d'Anna dans Birth
  - Julianne Moore pour le rôle de Telly Paretta dans Mémoire effacée
  - Uma Thurman pour le rôle de Beatrix Kiddo dans Kill Bill, volume 2
  - Kate Winslet pour le rôle de Clementine Kruczynski dans Eternal Sunshine of the Spotless Mind
  - Zhang Ziyi pour le rôle de Mei dans Le Secret des poignards volants

#### Meilleur acteur dans un second rôle
- David Carradine pour le rôle de Bill dans Kill Bill, volume 2
  - Gary Oldman pour le rôle de Sirius Black dans Harry Potter et le Prisonnier d'Azkaban
  - Liev Schreiber pour le rôle de Raymond Prentiss Shaw dans Un crime dans la tête
  - John Turturro pour le rôle de John Shooter dans Fenêtre secrète
  - Giovanni Ribisi pour le rôle de Dexter Dearborn dans Capitaine Sky et le Monde de demain
  - Alfred Molina pour le rôle du Docteur Octopus dans Spider-Man 2

#### Meilleure actrice dans un second rôle
- Daryl Hannah pour le rôle d'Elle Driver dans Kill Bill, volume 2
  - Kim Basinger pour le rôle de Jessica Martin dans Cellular
  - Irma P. Hall pour le rôle de Marva Munson dans Ladykillers
  - Angelina Jolie pour le rôle du Capitaine Francesca Cook dans Capitaine Sky et le Monde de demain
  - Diane Kruger pour le rôle du Docteur Abigail Chase dans Benjamin Gates et le Trésor des Templiers
  - Meryl Streep pour le rôle d'Eleanor Prentiss Shaw dans Un crime dans la tête

#### Meilleur(e) jeune acteur ou actrice
- Emmy Rossum pour Le Fantôme de l'Opéra
  - Cameron Bright pour Birth
  - Freddie Highmore pour Neverland
  - Daniel Radcliffe pour Harry Potter et le Prisonnier d'Azkaban
  - Perla Haney-Jardine pour Kill Bill, volume 2
  - Jonathan Jackson pour Riding the Bullet

#### Meilleur scénario
- Alvin Sargent pour Spider-Man 2
  - Stuart Beattie pour Collatéral
  - Charlie Kaufman pour Eternal Sunshine of the Spotless Mind
  - Steve Kloves pour Harry Potter et le Prisonnier d'Azkaban
  - Brad Bird pour Les Indestructibles
  - Quentin Tarantino pour Kill Bill : Volume 2

#### Meilleure musique
- Alan Silvestri pour Van Helsing
  - John Williams pour Harry Potter et le Prisonnier d'Azkaban
  - Michael Giacchino pour Les Indestructibles
  - Alan Silvestri pour Le Pôle express
  - Ed Shearmur pour Capitaine Sky et le Monde de demain
  - Danny Elfman pour Spider-Man 2

#### Meilleurs costumes
- Kevin Conran pour Capitaine Sky et le Monde de demain
  - Jany Temime pour Harry Potter et le Prisonnier d'Azkaban
  - Wendy Partridge pour Hellboy
  - Alexandra Byrne pour Le Fantôme de l'Opéra
  - Emi Wada pour Le Secret des poignards volants
  - Gabriella Pescucci et Carlo Poggioli pour Van Helsing

#### Meilleur maquillage
- Hellboy – Mike Elizalde, Jake Garber et Matt Rose
  - L'Armée des morts – David LeRoy Anderson et Mario Cacioppo
  - Les Désastreuses Aventures des orphelins Baudelaire (Lemony Snicket's A Series of Unfortunate Events) – Bill Corso et Valli O'Reilly
  - Harry Potter et le Prisonnier d'Azkaban – Nick Dudman et Amanda Knight
  - Resident Evil: Apocalypse – Paul Jones
  - Van Helsing – Greg Cannom et Steve LaPorte

#### Meilleurs effets spéciaux
- John Dykstra, Scott Stokdyk, Anthony LaMolinara et John Frazier pour Spider-Man 2
  - Peter Chiang, Pablo Helman, Thomas J. Smith pour Les Chroniques de Riddick
  - Karen E. Goulekas, Neil Corbould, Greg Strause, Remo Balcells pour Le Jour d'après
  - Roger Guyett, Tim Burke, Bill George et John Richardson pour Harry Potter et le Prisonnier d'Azkaban
  - John Nelson, Andy Jones, Erik Nash et Joe Letteri pour I, Robot
  - Scott Squires, Ben Snow, Daniel Jeannette et Syd Dutton pour Van Helsing

### Télévision

#### Meilleure série diffusée sur les réseaux nationaux
- Lost : Les Disparus (Lost)
  - Alias
  - Angel
  - Les Experts (CSI: Crime Scene Investigation)
  - Star Trek: Enterprise
  - Smallville

#### Meilleure série diffusée sur le câble ou en syndication
- Stargate SG-1
  - Les 4400 (The 4400)
  - Dead Like Me
  - Dead Zone (The Dead Zone)
  - Nip/Tuck
  - Stargate Atlantis (Stargate: Atlantis)

#### Meilleur téléfilm, mini-série ou programme spécial
- Farscape : Guerre pacificatrice
  - 5 jours pour survivre (5ive Days to Midnight)
  - La Prophétie du sorcier (Legend of Earthsea)
  - Salem (Salem's Lot)
  - Les Fantômes de l'amour (The Dead Will Tell)
  - Les Aventures de Flynn Carson : Le Mystère de la lance sacrée (The Librarian: Quest for the Spear)

#### Meilleur acteur
- Ben Browder pour le rôle du Commandant John Crichton dans Farscape : Guerre pacificatrice
  - Matthew Fox pour le rôle de Jack Shephard dans Lost : Les Disparus
  - Julian McMahon pour le rôle de Christian Troy dans Nip/Tuck
  - Tom Welling pour le rôle de Clark Kent dans Smallville
  - Richard Dean Anderson pour le rôle de Jack O'Neill dans Stargate SG-1
  - Noah Wyle pour le rôle de Flynn Carsen dans Les Aventures de Flynn Carson : Le Mystère de la lance sacrée

#### Meilleure actrice
- Claudia Black pour le rôle d'Aeryn Sun dans Farscape : Guerre pacificatrice
  - Jennifer Garner pour le rôle de Sydney Bristow dans Alias
  - Amber Tamblyn pour le rôle de  Joan Girardi dans Le Monde de Joan
  - Evangeline Lilly pour le rôle de Kate Austen dans Lost : Les Disparus
  - Kristen Bell pour le rôle de Veronica Mars dans Veronica Mars
  - Anne Heche pour le rôle d'Emily Parker dans Les Fantômes de l'amour

#### Meilleur acteur dans un second rôle
- Terry O'Quinn pour le rôle de John Locke dans Lost : Les Disparus
  - James Marsters pour le rôle de Spike dans Angel
  - Dominic Monaghan pour le rôle de Charlie Pace dans Lost : Les Disparus
  - Michael Rosenbaum pour le rôle de Lex Luthor dans Smallville
  - Michael Shanks pour le rôle de Daniel Jackson dans Stargate SG-1
  - Kyle MacLachlan pour le rôle d'Edward Wilde dans Les Aventures de Flynn Carson : Le Mystère de la lance sacrée

#### Meilleure actrice dans un second rôle
- Amanda Tapping pour le rôle de Samantha Carter dans Stargate SG-1
  - Amy Acker pour le rôle de Winifred Burkle / Illyria dans Angel
  - Erica Durance pour le rôle de Loïs Lane dans Smallville
  - Torri Higginson pour le rôle du Docteur Elizabeth Weir dans Stargate Atlantis
  - Samantha Mathis pour le rôle de Susan Norton dans Salem
  - Sonya Walger pour le rôle de Nicole Noone dans Les Aventures de Flynn Carson : Le Mystère de la lance sacrée

### DVD

#### Meilleure édition DVD
- Starship Troopers 2 : Héros de la Fédération (Starship Troopers 2: Hero of the Federation)
  - Bionicle 2 : La Légende de Metru Nui (Bionicle 2: Legends of Metru Nui)
  - Ju-on : The Grudge (呪怨)
  - The Lost Skeleton of Cadavra
  - Ripley s'amuse (Ripley's Game)
  - Le Roi lion 3 : Hakuna Matata (The Lion King 1½)

#### Meilleure édition spéciale DVD
- Le Seigneur des anneaux : Le Retour du roi (The Lord of the Rings: The Return of the King)
  - Les Chroniques de Riddick (The Chronicles of Riddick)
  - Hellboy
  - Le Roi Arthur (King Arthur)
  - Shrek 2
  - Spider-Man 2

#### Meilleure édition spéciale DVD d'un classique
- Zombie (Dawn of the Dead)
  - Aladdin
  - Duel
  - Le Bal des vampires (The Fearless Vampire Killers)
  - La Monstrueuse Parade (Freaks)
  - THX 1138

#### Meilleure collection DVD
- The Star Wars Trilogy comprenant Star Wars, épisode IV : Un nouvel espoir (Star Wars, episode IV: A New Hope), Star Wars, épisode V : L'Empire contre-attaque (Star Wars, Episode V: The Empire Strikes Back) et Star Wars, épisode VI : Le Retour du Jedi (Star Wars, Episode VI: Return of the Jedi)
  - The Best of Abbott and Costello, vol. 1-3 comprenant Deux Nigauds soldats (Buck Privates), Fantômes en vadrouille (Hold That Ghost), Deux Nigauds marins (In the Navy), Deux Nigauds aviateurs (Keep 'Em Flying), Une nuit sous les tropiques (One Night in the Tropics), Deux Nigauds dans une île (Pardon My Sarong), Deux Nigauds cow-boys (Ride 'Em Cowboy), Deux Nigauds détectives (Who Done It?), Deux Nigauds dans la neige (Hit the Ice), Hommes du monde (In Society), Deux Nigauds au collège (Here Come the Co-eds), Show Boat en furie (The Naughty Nineties), Deux Nigauds vendeurs (Little Giant), Deux Nigauds dans le manoir hanté (The Time of Their Lives), Deux Nigauds démobilisés (Buck Privates Come Home), Deux Nigauds et leur veuve (The Wistful Widow of Wagon Gap), Deux Nigauds chez Vénus (Abbott and Costello Go to Mars), Deux Nigauds légionnaires (Abbott and Costello in the Foreign Legion), Deux Nigauds contre Frankenstein (Abbott and Costello meet Frankenstein), Deux nigauds et l'homme invisible (Abbott and Costello Meet the Invisible Man), Deux Nigauds chez les tueurs (Abbott and Costello Meet the Killer, Boris Karloff), Deux Nigauds chez les barbus (Comin' Round the Mountain), Deux Nigauds en Alaska (Lost in Alaska) et Deux Nigauds toréadors (Mexican Hayride)
  - The Marx Brothers Silver Screen Collection comprenant Noix de coco (The Cocoanuts), L'Explorateur en folie (Animal Crackers), Monnaie de singe (Monkey Business), Plumes de cheval (Horse Feathers) et La Soupe au canard (Duck Soup)
  - The Monster Legacy Collections comprenant Frankenstein, La Fiancée de Frankenstein (The Bride of Frankenstein), Le Fils de Frankenstein (Son of Frankenstein), Le Spectre de Frankenstein (The Ghost of Frankenstein), La Maison de Frankenstein (House of Frankenstein), Dracula, Drácula, La Fille de Dracula (Dracula's Daughter), Le Fils de Dracula (Son of Dracula), La Maison de Dracula (House of Dracula), Le Loup-garou (The Wolf Man), Le Monstre de Londres (Werewolf of London), Frankenstein rencontre le loup-garou (Frankenstein Meets the Wolf Man) et She-Wolf of London
  - The Tarzan Collection comprenant Tarzan, l'homme singe (Tarzan the Ape Man), Tarzan s'évade (Tarzan Escapes), Tarzan et sa compagne (Tarzan and his mate), Tarzan trouve un fils (Tarzan Finds a Son!), Le Trésor de Tarzan (Tarzan's Secret Treasure), Les Aventures de Tarzan à New York (Tarzan's New York Adventure)
  - The Ultimate Matrix Collection comprenant Matrix (The Matrix), Matrix Reloaded (The Matrix Reloaded), Matrix Revolutions (The Matrix Revolutions) et Animatrix (The Animatrix)

#### Meilleure édition DVD d'un programme télévisé
- Smallville (saisons 2 et 3)
  - Buffy contre les vampires (Buffy the Vampire Slayer) (saisons 2 et 3)
  - Farscape (saison 4)
  - Les Simpson (The Simpsons) (saisons 4 et 5)
  - Star Trek: Voyager (Star Trek: Voyager) (saisons 1 à 7)
  - Les Aventuriers des mondes fantastiques (A Wrinkle in Time)

#### Meilleure édition DVD d'un ancien programme télévisé
- Star Trek
  - Jonny Quest
  - Land of the Lost
  - Perdus dans l'espace (Lost in Space)
  - Mon martien favori (My Favorite Martian)
  - Night Gallery

### Prix spéciaux

#### Special Award
- Star Trek : La Nouvelle Génération, Star Trek: Deep Space Nine, Star Trek: Voyager et Star Trek: Enterprise

#### Filmmaker's Showcase Award
- Kerry Conran

#### Life Career Award
- Stephen J. Cannell et Thomas Rothman

#### Service Award
- Bill Liebowitz (à titre posthume)